# Burgstall Kirchberg (Bad Reichenhall)
Der Burgstall Kirchberg bezeichnet eine abgegangene Höhenburg auf dem 475 m ü. NHN hohen „Kirchberg“, auch „Doktorberg“ genannt, an der Thumseestraße westlich der Altstadt von Bad Reichenhall bei dem Ortsteil Kirchberg im Landkreis Berchtesgadener Land in Bayern. Die Anlage wird als Bodendenkmal unter der Aktennummer D-1-8243-0037 im Bayernatlas als „Burgstall des hohen Mittelalters ("Kirchberg") mit abgegangener Kapelle St. Georg“ geführt. 

## Beschreibung

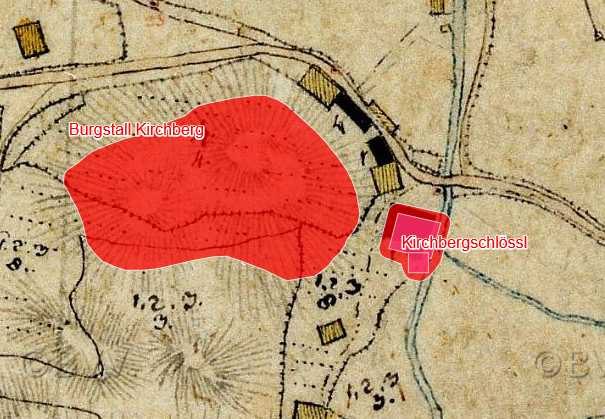
Lageplan des Burgstalls Kirchberg (Bad Reichenhall) auf dem Urkataster von Bayern

Die Burg wurde in der ersten Hälfte des 12. Jahrhunderts von den Herren von Kirchberg erbaut und 1228 wurde ein Heinrich von Kirchberg erwähnt.
Die Burg diente der Sicherung der sogenannten Güldenen Salzstraße (Reichenhaller Salzstraße) entlang der heutigen Thumseestraße. Bereits 1262 wurden die Burg sowie weitere erzbischöfliche Festungsanlagen in Karlstein durch den Herzog Heinrich von Niederbayern bei Auseinandersetzungen mit dem Erzbischof zerstört und der Wiederaufbau durch den auf der Burg Karlstein ansässigen Ritter Paltram verhindert. Nachdem am 2. Februar 1286 Erzbischof Rudolf den Wiederaufbau endgültig aufgegeben hatte, kam es zu einer Einigung mit dem Bayernherzog. Heute ist der Kirchberg in Privatbesitz und nur wenige überwachsene Mauerreste zeugen noch von der ehemaligen Burganlage.
Die Burg Kirchberg ist ein Teil des Reichenhaller Burgenwegs und wurde 2002 durch Johannes Lang und Mitglieder des Heimatkundevereins Bad Reichenhall erforscht.